# DB Regio RheinNeckar
Der Verkehrsbetrieb DB Regio RheinNeckar GmbH war ein Tochterunternehmen der DB Regio AG. Er wurde 2002 gegründet und betrieb die S-Bahn RheinNeckar mit 7 Linien und darüber hinaus den Nahverkehr im Rhein-Neckar-Raum mit insgesamt 27 Linien. Es handelte sich um einen Betrieb mit eigener Ergebnisverantwortung. Vorsitzender war Andreas Schilling. Der Unternehmenssitz war Mannheim, Betriebsstellen waren Ludwigshafen und Karlsruhe. Am 19. April 2006 wurde das Verkehrsunternehmen DB Regio RheinNeckar aufgelöst und es entstand der DB-Geschäftsbereich Region RheinNeckar. Im Frühjahr 2015 wurde dieser mit dem Geschäftsbereich Region Südwest zur neuen DB Regio Südwest zusammengefasst, die zum 1. Januar 2017 wiederum mit der DB Regio Hessen zur neuen DB Regio Mitte zusammengefasst wurde.

## Fahrzeuge
Das Streckennetz wurde mit folgenden Fahrzeugen betrieben:
- Dieselloks
  - 3 Baureihe 218

- Elektroloks
  - 6 Baureihe 111

- Dieseltriebzüge
  - 63 Baureihe 628
  - 15 Baureihe 642
  - 11 Baureihe 643

- Elektrotriebzüge
  - 83 Baureihe 425 davon 40 425.2 für die S-Bahn RheinNeckar
  - 4 Baureihe 450

- Reisezugwagen
  - 35 n-Wagen

## Wartung der Fahrzeuge
Die Triebwagen der Baureihe 425 wurden in einem extra für die S-Bahn gebauten Werk in Ludwigshafen am Rhein gewartet. Es besteht aus vier Arbeitsständen. Von hier aus gingen auch Ersatz- und Verstärkerfahrzeuge auf die Reise. In der Reisezugwagenhalle in Ludwigshafen wurde neben den noch verbliebenen n-Wagen auch die Baureihe 628 gewartet, ein Teil der Arbeiten an der Baureihe 628 wurde auch in der E-Lokwerkstatt ausgeführt. In der E-Lokwerkstatt wurden kleinere Reparaturen an den Lokomotiven der Baureihe 111 durchgeführt, größere Reparaturen erfolgten dagegen in Frankfurt-Griesheim. Die Wartung der Baureihe 218 erfolgte im Bw Karlsruhe Hbf. Die Triebzüge der Baureihe 643 wurden ebenfalls im Bw Karlsruhe Hbf gewartet. Hierfür wurde ein Hallengleis des Lokschuppens verlängert. Aber auch in Ludwigshafen wurden einzelne Arbeiten an der Baureihe 643 ausgeführt. Die Dieseltriebzüge der Baureihe 642 wurden in Kaiserslautern gewartet, wo sie auch stationiert waren.

## Streckennetz und Bahnhöfe
Das Streckennetz umfasste 848 km. Im Verkehrsgebiet gab es 289 Bahnhöfe.

## Verkehrsleistungen
- Anzahl Linien: 28 (S-Bahn, RE, RB)
- Zugkilometer pro Jahr: rd. 20.000.000 Zkm
- Personenkilometer pro Jahr 1,27
- Anzahl Reisende täglich: rd. 135.000 P
- Anzahl Reisende pro Jahr: rd. 50.000.000 P

## Mitarbeiter
rund 977 Mitarbeiter, davon
- 587 Triebfahrzeug- und Lokführer
- 131 Kunden- und Prüfpersonale
- 158 Mitarbeiter in Verwaltung, Disposition und Logistik
- 101 Werkstattpersonale